# Луговое (Каменский район)
Лугово́е — село в Каменском районе Алтайского края России. Административный центр Плотниковского сельсовета.

## География
Село находится в северной части Алтайского края, на Приобском плато, к востоку от Кулундинского магистрального канала, на расстоянии примерно 32 км (по прямой) к юго-востоку от города Камень-на-Оби, административного центра района.

### Климат
Климат континентальный, средняя температура января составляет -19,7 °C, июля — 18,9 °C. Годовое количество атмосферных осадков — 360 мм.

## Население
| 1997  | 1998  | 1999  | 2000  | 2001  | 2002  | 2003  |
| ----- | ----- | ----- | ----- | ----- | ----- | ----- |
| 1138  | ↘1118 | ↗1186 | ↘1168 | ↘1156 | ↘1077 | ↗1093 |
| 2004  | 2005  | 2006  | 2007  | 2008  | 2009  | 2010  |
| ↘1069 | ↘970  | ↘904  | ↗910  | ↘854  | ↘821  | ↘820  |
| 2011  | 2012  | 2013  |       |       |       |       |
| →820  | ↘786  | ↘769  |       |       |       |       |

### Национальный состав
Согласно результатам переписи 2002 года, в национальной структуре населения русские составляли 92 %.

## Улицы
| - ул. Алтайская, - ул. Барнаульская, - ул. Запрудная, - ул. Заречная, - ул. Зелёная, - ул. Ключевская, | - ул. Лесная, - ул. Луговая, - ул. Молодёжная, - ул. Новая, - ул. Пролетарская, - ул. Садовая, | - ул. Советская, - ул. Совхозная, - ул. Социалистическая, - ул. Центральная, - ул. Школьная. |

## Инфраструктура
В селе функционируют средняя общеобразовательная школа, детский сад, детская школа искусств, культурно-досуговый центр, библиотека, отделение Почты России, фельдшерско-акушерский пункт и библиотека.

## Достопримечательности
В селе установлен Мемориальный комплекс воинам, погибшим в годы Великой Отечественной войны (1941—1945 гг.).